# Estação de Sanremo (1872)
A Estação de San Remo (em italiano Stazione di San Remo, chamada Sanremo até à década de 1980) foi o primeiro estação da cidade homônima; foi abandonado em 2001 devido à abertura do novo tronco do Linha Génova-Ventimiglia de San Lorenzo à Bordighera e foi substituído por nova estação subterrâneo.

## História

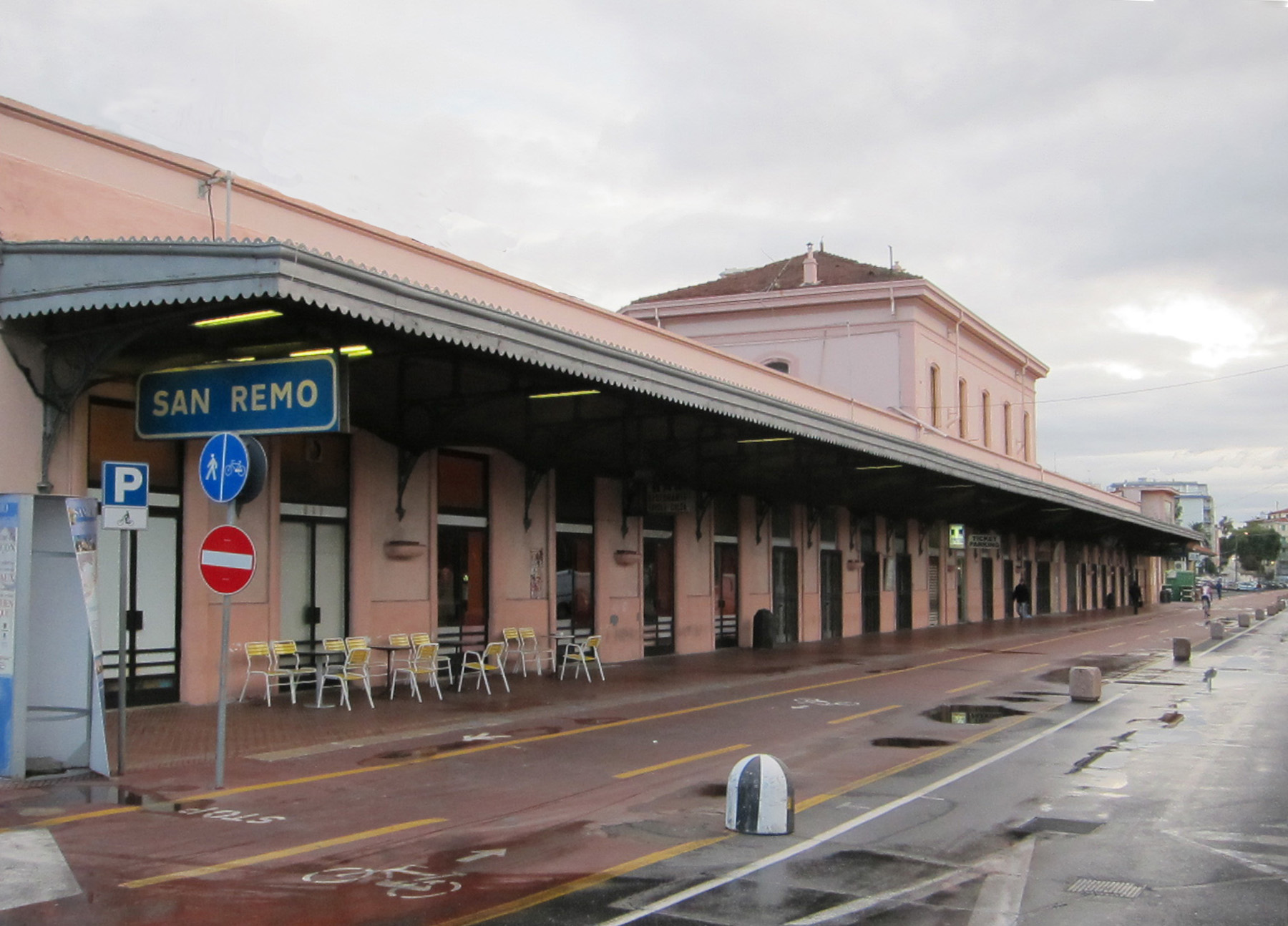
Estação de Sanremo em 2011

A estação foi inaugurada em 1872 concorrente com o estiramento Savona-Ventimiglia da ferrovia Génova-Ventimiglia. Foi abandonado em 24 de setembro de 2001 devido à duplicação das via férrea entre San Lorenzo al Mare e Ospedaletti. Assim que foi abandonado, a estação foi privada da linha aérea e as via-férrea para asfaltar os sedimentos e as docas.
De 1913 a 1942 na praça em frente à estação, foi trocada pela tranvia Ospedaletti-Sanremo-Taggia.
Em 21 de abril de 1942 foi inaugurada tróleibus de flores (filovia dei fiori), ainda em serviço.
A estação, anteriormente chamada com o nome correto de "Sanremo" assumiu o novo nome de "San Remo" nos anos oitenta.